# جنسن ویر
جنسن ویر (انگلیسی: Jensen Weir؛ زادهٔ ۳۱ ژانویهٔ ۲۰۰۲) بازیکن فوتبال اهل بریتانیا است.
از باشگاه‌هایی که در آن بازی کرده‌است می‌توان به باشگاه فوتبال ویگان اتلتیک اشاره کرد.
وی همچنین در تیم‌های ملی فوتبال زیر ۱۶ و ۱۷ سال اسکاتلند و همچنین زیر ۱۷، زیر ۱۸ سال انگلستان، و ۲۰ سال انگلستان بازی کرده‌است.

## زندگی شخصی
وی فرزند دیوید ویر بازیکن سابق تیم ملی فوتبال اسکاتلند است. کنزی ویر، خواهر او نیز بازیکن حرفه‌ای فوتبال است.